# Alfred Rawlinson
Sir Alfred Rawlinson (Londen, 17 januari 1867 - Clapham, 1 juni 1934) was een Brits polospeler.

## Biografie
Rawlinson nam deel aan de Olympische Zomerspelen van 1900 in Parijs als lid van een gemengde poloploeg bestaande uit Britten en Amerikanen.. Hij en zijn ploeg behaalden de gouden medaille.

## Belangrijkste resultaten

### Olympische Zomerspelen
| Jaar | Plaats | Discipline | Resultaat |
| ---- | ------ | ---------- | --------- |
| 1900 | Parijs | polo       | Goud      |

- Gemeinsame Normdatei: 105517379X
- International Standard Name Identifier: 0000 0000 4665 6321
- Library of Congress Control Number: no2002049860
- Système universitaire de documentation: 192398008
- Virtual International Authority File: 46430772
- WorldCat: E39PBJpymCrGjFtwHF8GCMcXVC

1900: Beresford, Daly, Keene, Mackey, Rawlinson ·
1908: C. Miller, G. Miller, Nickalls, Wilson ·
1920: Barrett, Lockett, Melvill, Wodehouse ·
1924: Kenny, Miles, Naylor, Nelson, Padilla
1936: Andrada, Cavanagh, Duggan, Gazzotti